# Sigurbus Jae
Sigurbus Jae is een bestuurslaag in het regentschap Padang Lawas van de provincie Noord-Sumatra, Indonesië. Sigurbus Jae telt 196 inwoners (volkstelling 2010).